# The Galactus Trilogy
The Galactus Trilogy (с англ. — «Трилогия Галактуса») — сюжетная арка из трёх выпусков, опубликованная издательством Marvel Comics с марта по май 1966 года в Fantastic Four #48-#50. Сюжет, автором которого стали Стэн Ли и Джек Кирби, ввёл во вселенную Marvel двух новых персонажей — Галактуса и Серебряного сёрфера. Сюжет занял 19 место в списке «100 лучших сюжетных линий комиксов» по версии сайта Comic Book Resources и стал одним из источников, которые легли в основу полнометражного фильма 2007 года «Фантастическая четвёрка: Вторжение Серебряного сёрфера».

## История создания
В 1966 году, спустя почти пять лет после запуска комиксов о Фантастической четвёрке, Стэн Ли и Джек Кирби работали над созданием нового антагониста серии, отличающегося от привычного архетипа суперзлодея того времени, и обладающего силой и статусом, равными божественному. В 1993 году Стэн Ли рассказал:
Галактус был очередным персонажем из длинного ряда суперзлодеев, которых мы создавали обычно, и мы чувствовали, что единственный способ выделить его — сделать его полномочия чуть ли не богоподобными. Мы не хотели пользоваться старыми клише и делать персонажа, мечтающего завоевать весь мир. И тут случился прилив вдохновения. Почему бы не сделать его просто не по-настоящему злым человеком? В конце концов, он полубог и выходит за привычные рамки добра и зла.
Джек Кирби называл религиозные учения в качестве своих источников вдохновения, а Серебряного сёрфера, вестника Галактуса — своего рода «падшим ангелом»: «Галактус, в некотором смысле, Зевс, который породил Геракла. И вместе с Серебряным сёрфером он стал своеобразной современной легендой». По словам Майка Конроя, написание подобной тематики хорошо удавалось дуэту Ли и Кирби, многие инопланетные расы комиксов того времени и их представители были введены именно ими — скруллы, крии, Наблюдатель, Незнакомец. И несмотря на свою фантастичность, все они не выходили из рамок, установленных законами природы, и в теории могли иметь место. Корой также описал «Трилогию Галактуса» как «чистая мыльная опера, но в космическом масштабе».
Усилия авторов привели к дебюту Галактуса в выпуске Fantastic Four #48 в марте 1966 года, а сам сюжет, который изначально не имел названия, поклонники стали называть «Трилогия Галактуса». Её кульминация приходится на выпуск Fantastic Four #50, где Серебряный сёрфер выступает от лица человечества против своего хозяина.

## Сюжет

### Fantastic Four#48
Сюжет начинается с изображения Серебряного сёрфера, который летает в галактике Андромеды и привлекает внимание скруллов, которые знают, что если появляется Серебряный сёрфер, значит вскоре появится и его хозяин. Испугавшись, скруллы делают всё возможное, чтобы скрыть свою планету от Сёрфера.
Вернувшись за Землю после атаки Нелюдей в предыдущем номере, они становятся свидетелем того, как горизонт внезапно охватывает пламя. Команда отправляется в лабораторию в здании Бакстера, чтобы изучить явление. Пламя рассеивается, и на орбите Земли появляются кучи космического мусора и камней, а в лаборатории Рида — неизвестные существа, которые называют себя Наблюдатели, которые говорят, что он несет ответственность за то, что пытался скрыть местонахождение Земли от Серебряного сёрфера. Они также рассказывают, что Сёрфер — вестник Галактуса, мощной космической сущности, которая питается целыми мирами, превращая планеты в безжизненные.
Сёрфер исследует камни и мусор и находит скрытую под ними Землю. Он приземляется на крыше здания Бакстера и посылает сигнал Галактусу, что планета готова. Фантастической четвёрке удаётся прервать разговор Сёрфера с хозяином, и когда Сёрфер потерял сознание, над Манхэттеном уже завис корабль, из которого появился Галактус и объявил, что должен уничтожить планету.

### Fantastic Four#49
Наблюдатель пытается прийти к консенсусу с Галактусом и уговорить его покинуть Землю, а когда дипломатия не срабатывает, Человек-факел и Существо нападают на Галактуса, что тоже не приносит результата. Наблюдатель советует команде вернуться в штаб-квартиру, и говорит, что свяжется с ними в течение ближайшего времени. Галактус продолжает поглощать планету устройствам, которые, по словам Наблюдателя, находятся борту его корабля и в случае их деактивации уничтожение планеты могло быть прекращено. Между тем, Серебряный сёрфер приходит в себя в квартире Алисии Мастерс, и когда та узнаёт о его миссии, призывает Сёрфера обратить к хозяину и помочь спасти планету.
Когда Фантастическая четвёрка практически полностью уничтожает сенсоры на борту корабля Галактуса, пожиратель миров посылает своего киборга — Карателя, чтобы тот любыми силами удерживал команду, пока он будет приводить всё в строй. Используя задержку Галактуса, Наблюдатель увеличивает силу Человека-факела, чтобы тот смог попасть на корабль и забрать оружие, необходимое им для победы. Алисия окончательно убеждает Сёрфера помочь Фантастической четвёрке.

### Fantastic Four#50
Сёрфер готовится атаковать хозяина, давая Джонни время вернуться с корабля. Когда Рид угрожает Галактусу его же оружием, он соглашается покинуть Землю в случае, если Рид вернёт всё, что Джонни забрал с его корабля. Галактус улетает, а Серебряный сёрфер ставит вокруг Земли силовое поле, которое не даст Галактусу проникнуть сквозь него. В финале, Алисия благодарит Сёрфера за помощь, в результате чего ревнивый Бен Гримм думает, что Алисия выбрала Сёрфера вместо него. Он уходит с чувством отчуждения, а в то же время пресса, ставшая свидетелем фиаско Галактуса, представляет всё мистификацией.

## Коллекционная значимость
В выпуске Fantastic Four #49 впервые появляются персонажи Серебряный сёрфер и Галактус. Данный выпуск является «ключевым» и обладает коллекционной значимостью. Комикс, оцененный специальной компанией CGC в 9.8 баллов из 10, в мае 2011 года был продан на интернет-аукционе за 13,145$.

## Коллекционные издания
«Трилогия Галактуса» вошла в три коллекционных издания: Essential Fantastic Four, Volume 3 (ISBN 0-7851-2625-2), Marvel Masterworks: Fantastic Four, Volume 5 (ISBN 0-7851-1184-0) и The Definitive Silver Surfer (ISBN 1-9052-3967-X)